# Хлівище (Україна)
Хліви́ще — село в Україні, у Ставчанській громаді Чернівецького району Чернівецької області.

## Географія
Село розташоване на річці, яка є притокою річки Совиця. Ґрунтовка до Хлівища починається в селі Іванківці і пролягає через Гаврилівці.

## Історія
1991 року село Хлівище в складі незалежної України.

### Палац Отто і Лізи Ґольднер

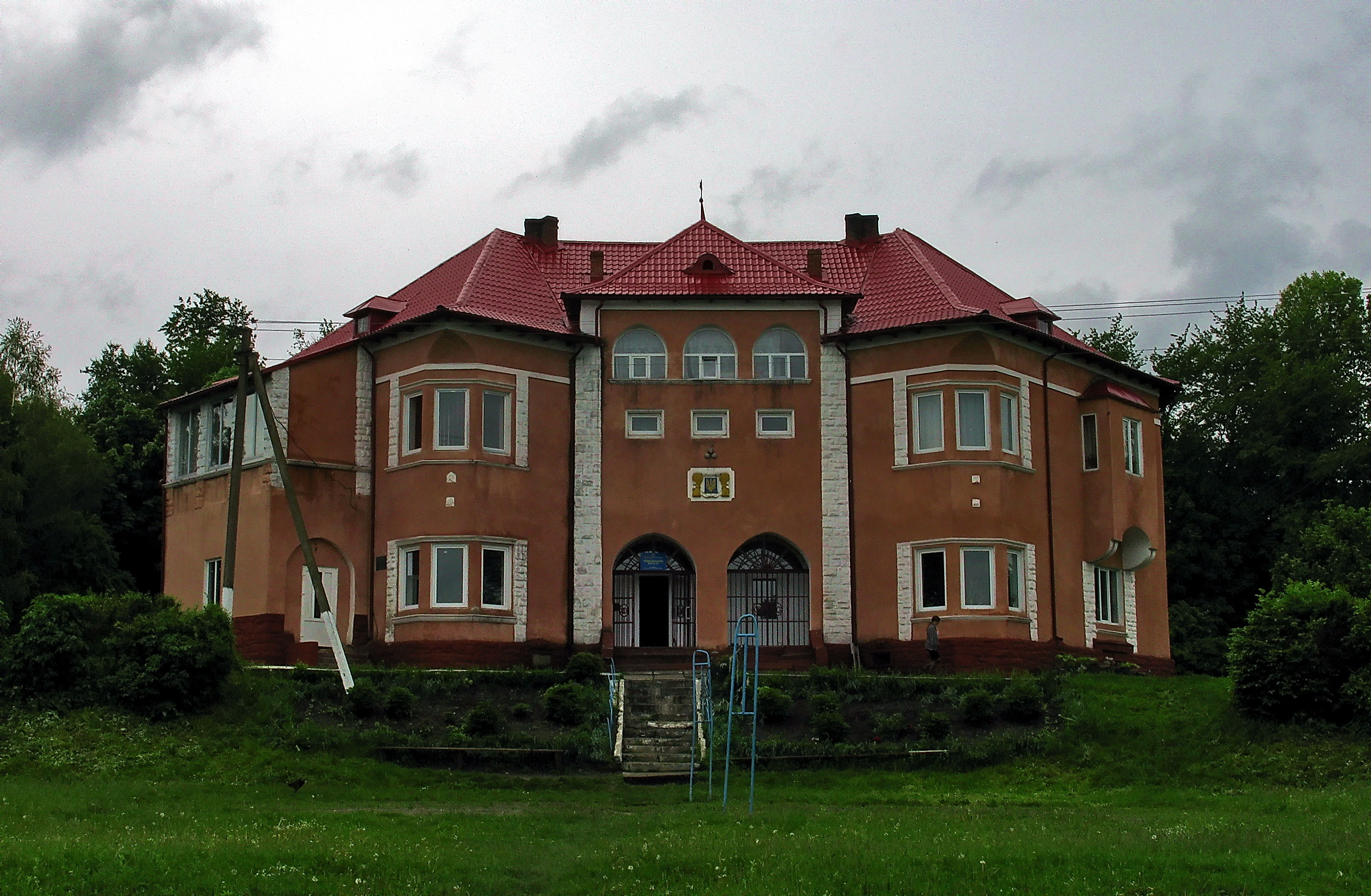
Палац Отто і Лізи Ґольднер (1876)

На початку села на невисокому пагорбі розташований двоповерховий будинок, що нагадує невеличкий палац.
Палац був збудований у 1876 році для австрійців Отто та Лізи Ґольднер. Їхні ініціали збереглися на дверних ґратах при вході до будинку.
Будинок мав три поверхи і навіть водогін. Поряд стояла ґуральня.
У радянські часи тут був спочатку дитячий садок, пізніше — розташовувалася контора дирекції місцевого радгоспу, сільська рада, клуб та бібліотека.
За часів незалежності, під час реконструкції будівлі, був розібраний третій поверх та перекрито дах.
Нині в будинку, колишнього родового маєтку Ґольднерів працює місцева школа.

## Церква святих архангелів Михаїла і Гавриїла
1912 року в центрі села збудували дерев'яну церкву святих архангелів Михаїла і Гавриїла. Церква одноверха, має форму трилисника, бабинець значно витягнутий. Над бабинцем і вівтарем — декоративні главки. Верх церкви покритий бляхою, верхній ярус стін також під бляхою, нижні зруби пофарбовані у синій колір.

## Населення
Населення становить 648 осіб станом на 2001 рік.
| 1930   | 1989  | 2001  |
| ------ | ----- | ----- |
| → 1171 | ↘ 656 | ↘ 648 |

### Національність
За даними перепису 1930 року у Румунії національний склад села становив::
| Національність | Чисельність | Відсоток |
| -------------- | ----------- | -------- |
| українці       | 1105        | 94,36 %  |
| румуни         | 36          | 3,07 %   |
| євреї          | 24          | 2,05 %   |
| поляки         | 6           | 0,51 %   |

Згідно з переписом населення України 2001 року національний склад села становив:
| Національність | Чисельність | Відсоток |
| -------------- | ----------- | -------- |
| українці       | 645         | 99,38 %  |
| інші           | 3           | 0,46 %   |

### Мова
Мовний склад населення за даними перепису 1930 року:
| Мова       | Чисельність | Відсоток |
| ---------- | ----------- | -------- |
| українська | 1125        | 96,07 %  |
| їдиш       | 24          | 2,05 %   |
| румунська  | 20          | 1,71 %   |
| польська   | 2           | 0,17 %   |

## Люди
- Дзержик Корнелій Володимирович (1888—1965) — живописець.
- Канюк Зиновія (1837—1915) — буковинська народна письменниця.
- Канюк Сергій Іванович (1880—1945) — український громадський діяч, письменник, педагог, публіцист.
- Катеринюк Михайло Васильович (нар. 1946) — український майстер художнього різблення по дереву та обробки металу.
- Моренюк Валер'ян Ярославович (1994—2014) — український військовик, солдат Збройних сил України, учасник російсько-української війни. Лицар ордена «За мужність» III ступеня.

## Галерея

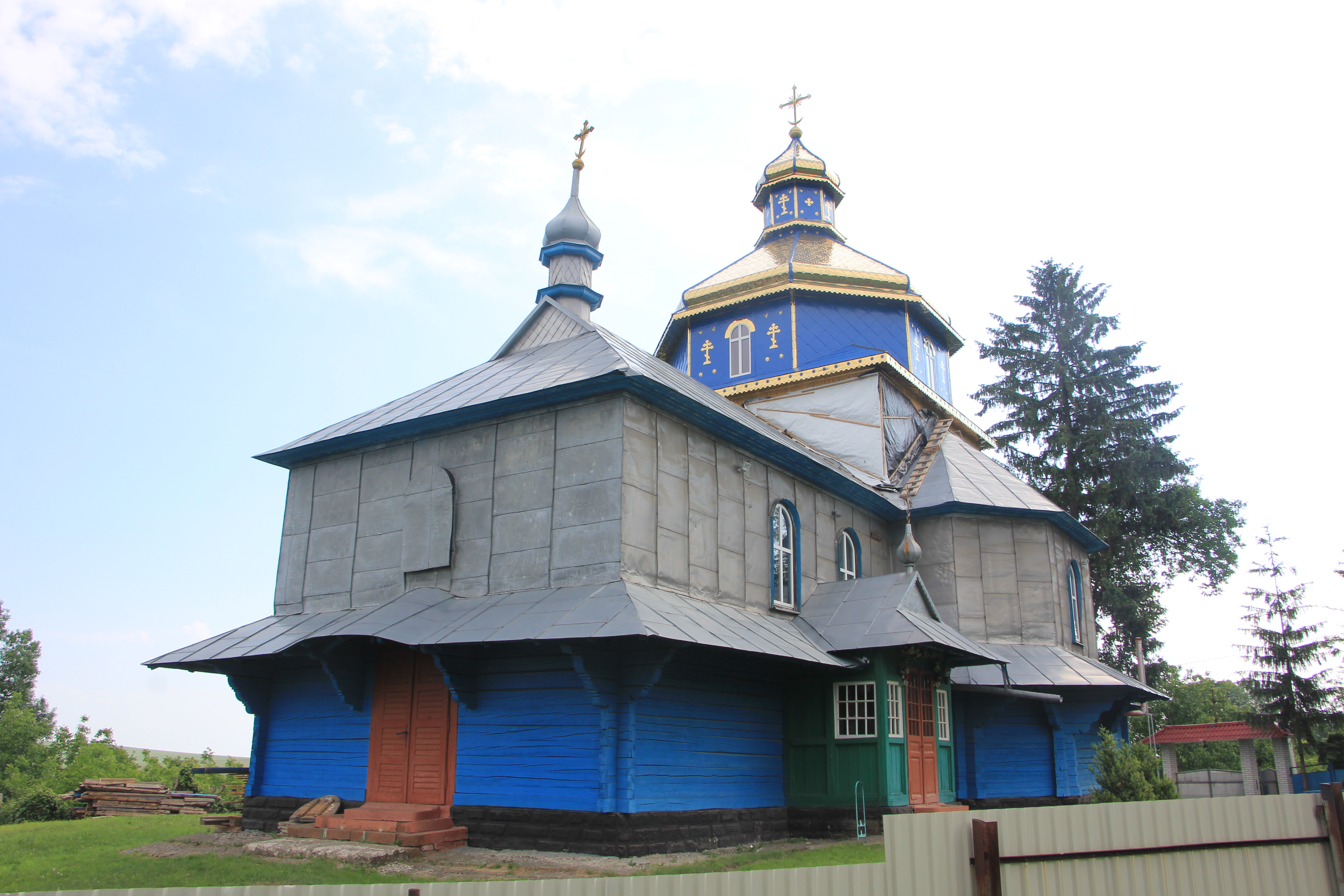
Церква
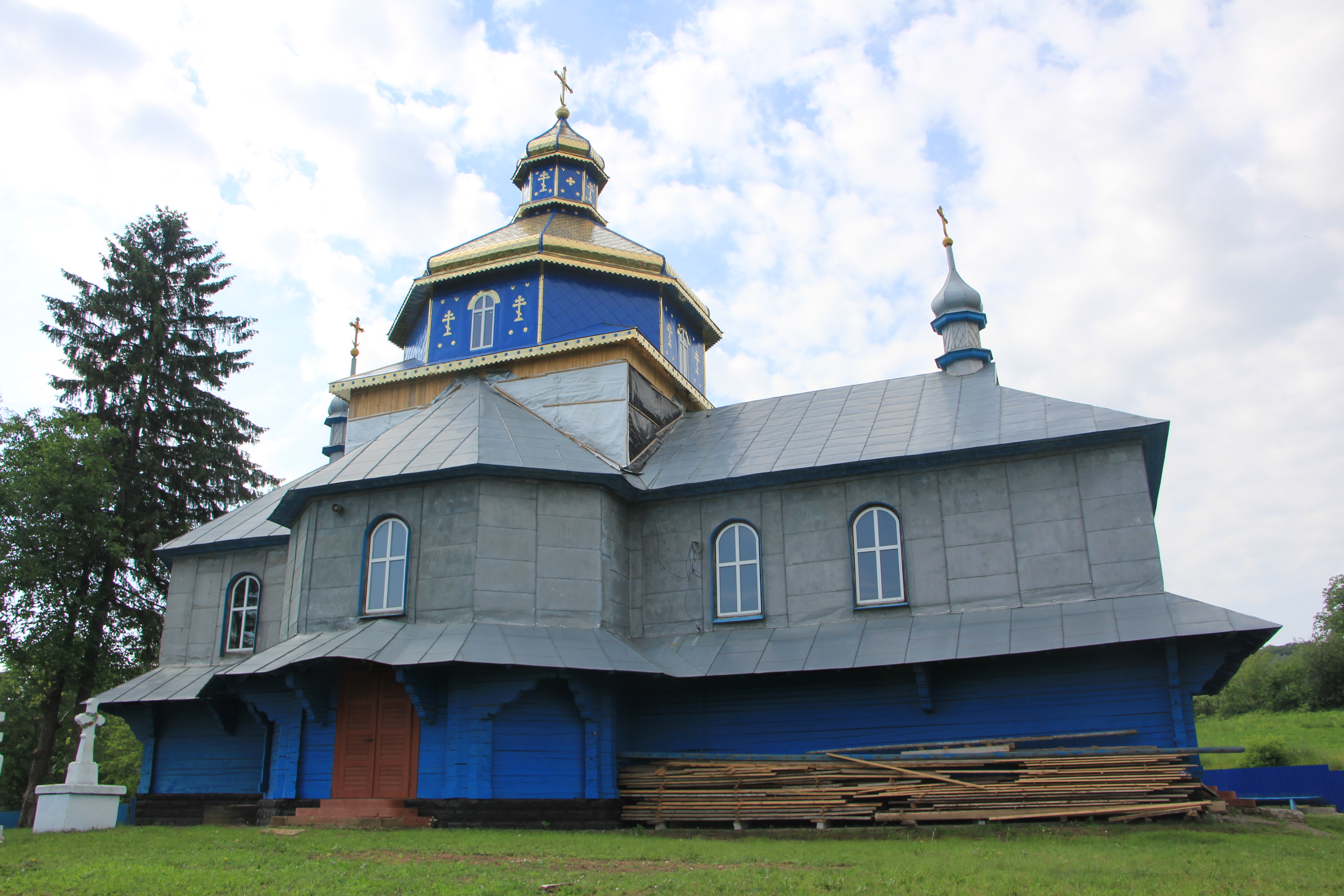
Михайлівська церква
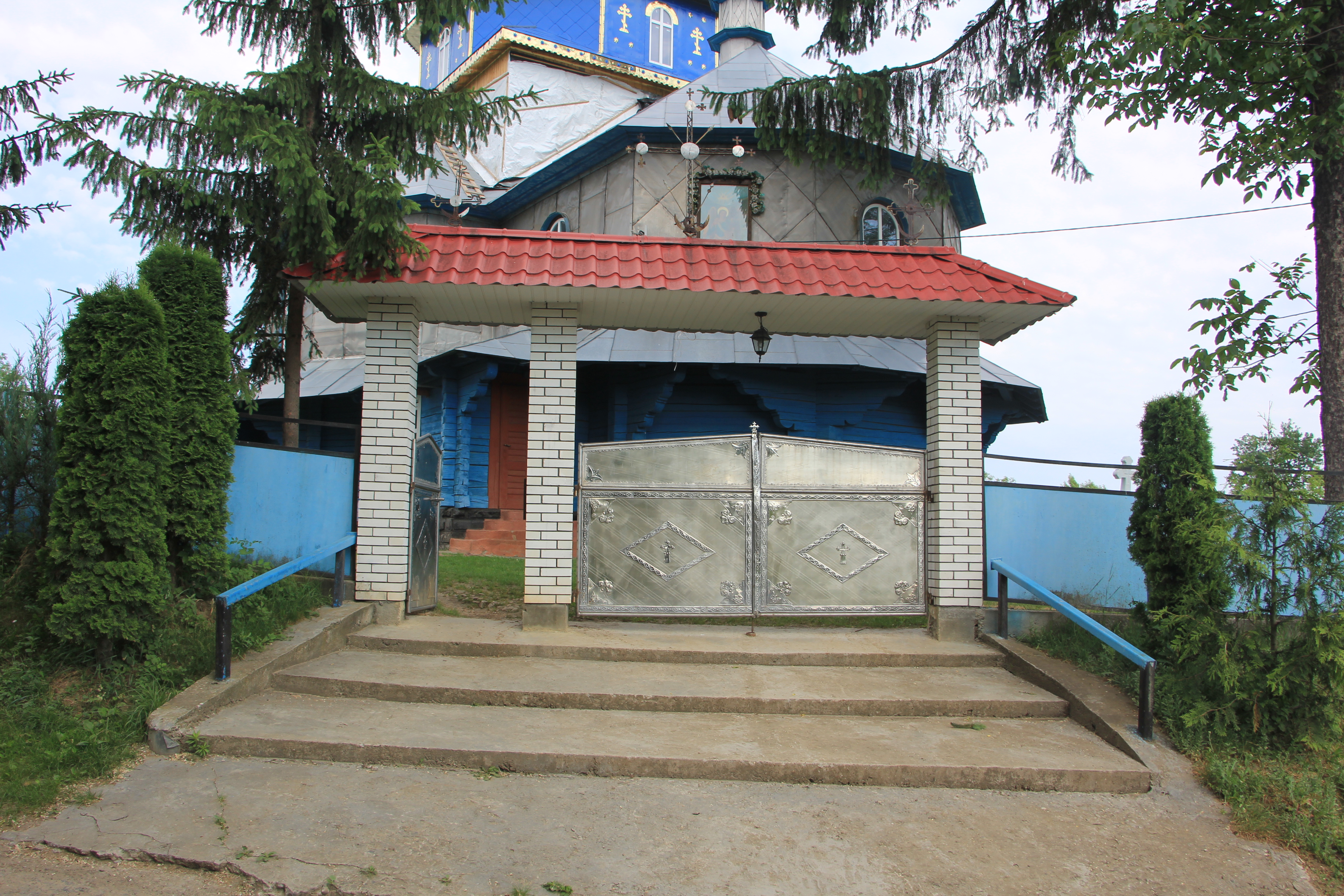
Брама Михайлівська церква
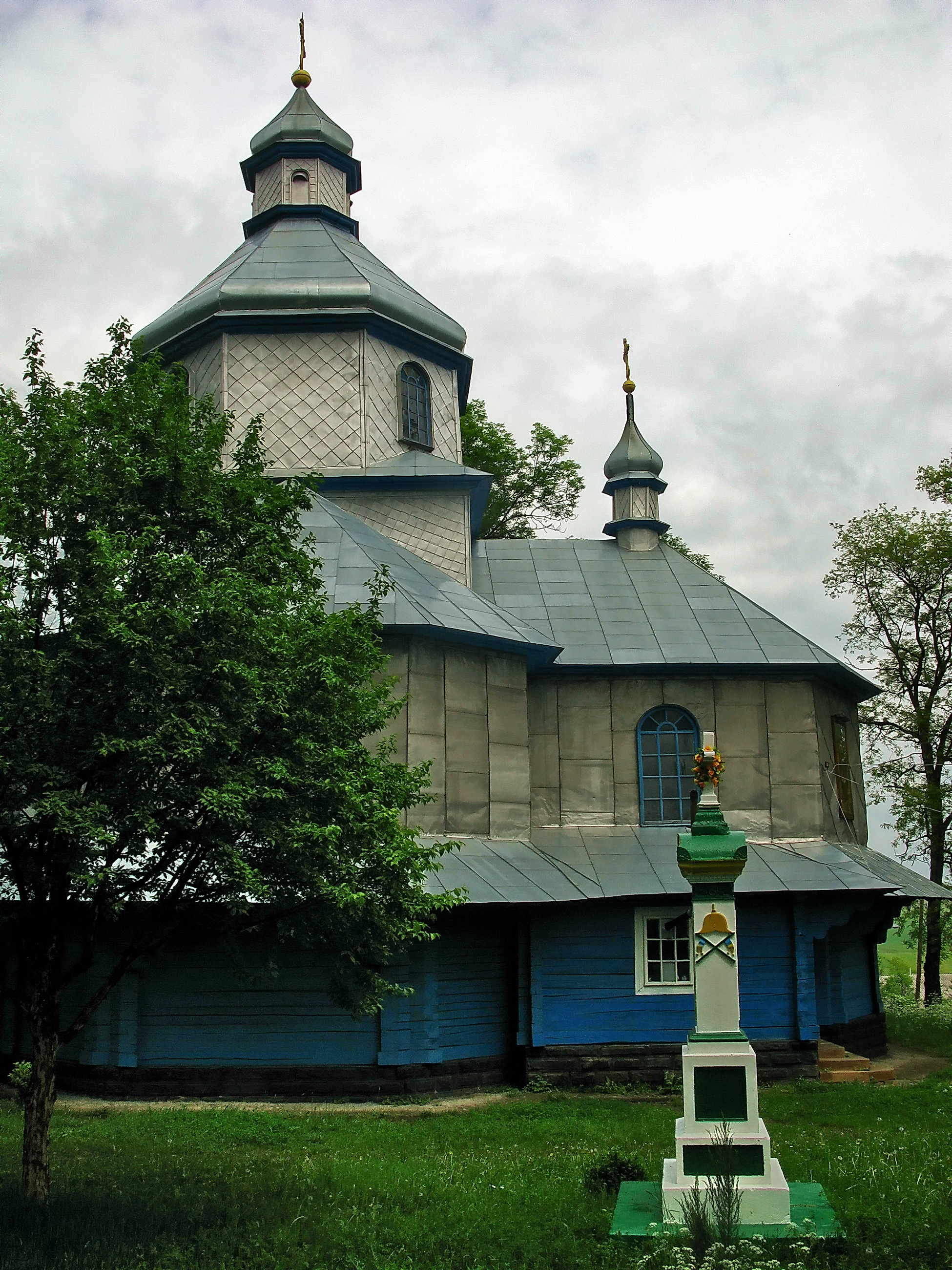
Михайлівська церква
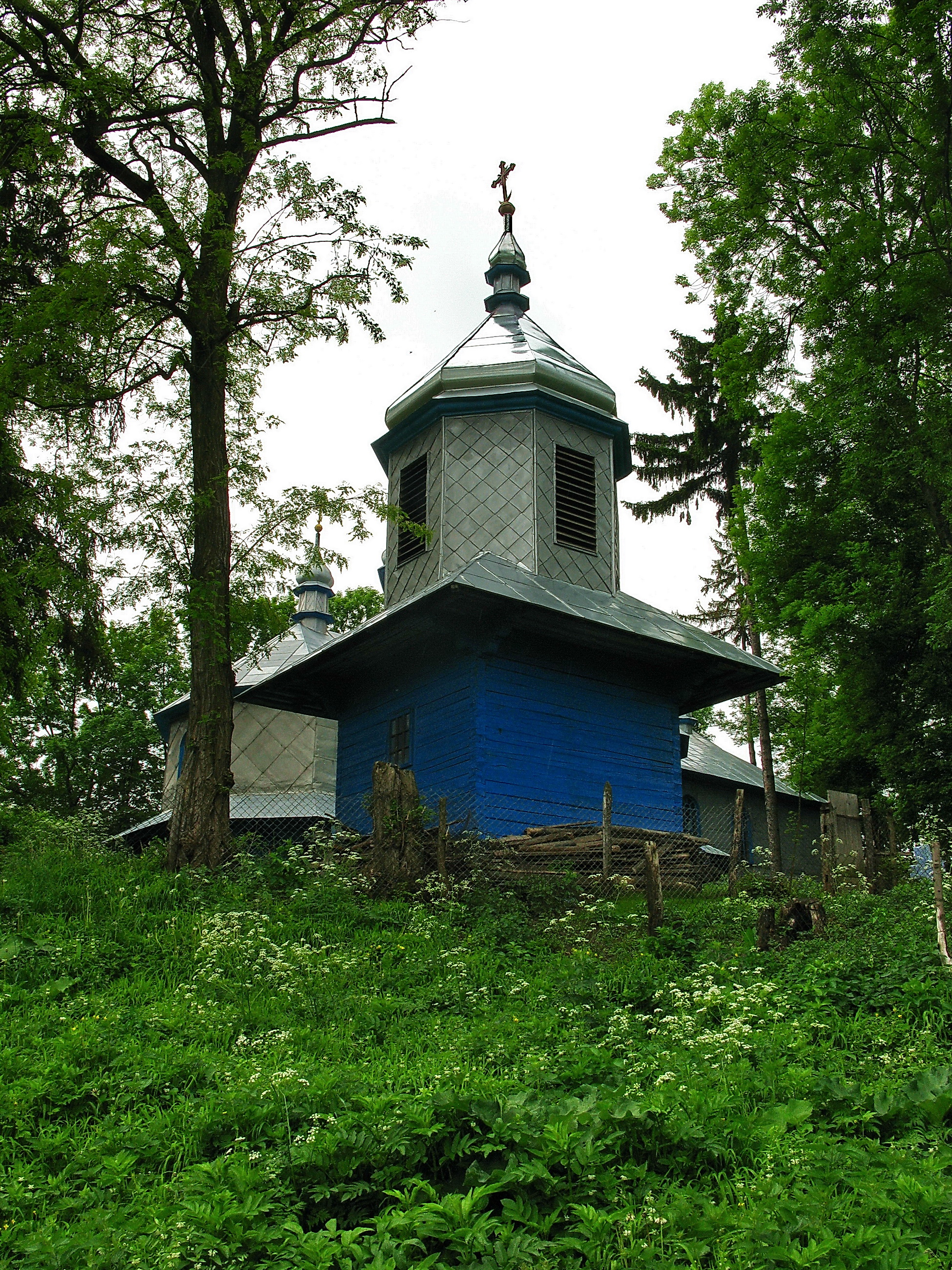
Дзвіниця